# Саймон Джозеф Фрейзер
Бригадир Са́ймон Джо́зеф Фре́йзер (англ. Simon Joseph Fraser; 25 листопада 1871 — 18 лютого 1933) — шотландський пер, британський військовий і державний діяч; 14-й лорд Ловат та 3-й барон Ловат, 23-й вождь клану Фрейзер з Ловата (з 1875 року).

## Життєпис
Народився в родині Саймона Фрейзера і Аліс Мері Фрейзер, уродженої Велд-Бланделл.
Закінчив Амплфорт колледж і Оксфордський університет, отримавши ступінь магістра. Під час навчання в Оксфорді був активним членом університетської команди з поло.
Похований на церковному дворі церкви Святої Марії в Інвернессі.

### Військова кар'єра
У 1890 році був зведений в чин лейтенанта Королівських власних камеронських горян, у 1894 році перейшов до 1-го кавалерійського полку лейб-гвардії. У 1897 році вийшов у відставку і приєднався до добровольчого батальйону Королівських власних камеронських горян.
Наприкінці 1899 року він підняв Ловатських скаутів для участі в Другій англо-бурській війні й з лютого 1900 року в чині капітана служив їх другим командиром. Влітку 1902 року разом зі своїм підпозділом повернувся до Великої Британії. Наступного року підрозділ був реформований у 1-й та 2-й полки ловатських скаутів, які стали першими снайперськими підрозділами в британській армії.
Під час Першої світової війни Саймон Джозеф Фрейзер командував високогірною бригадою в складі 2-ї гірської дивізії й у вересні 1914 року був зведений в чин бригадного генерала. У березні 1916 року він взяв під своє командування 4-ту гірську дивізію й за два місяці був проведений у генерал-майори.

### Політична кар'єра
Крім кар'єри військового, Саймон Джозеф Фрейзер також очолював Лісову комісію у 1919—1927 роках, а з 1927 по 1929 роки обіймав посаду заступника Державного секретаря з питань домініонів в другому уряді Стенлі Болдвіна.

## Нагороди
- Орден Будяка (1915).
- Королівський Вікторіанський орден (1903).
- Орден Святого Михайла і Святого Георгія (1919).
- Орден Лазні.
- Орден «За видатні заслуги» (1900).

## Родина
З 1910 року перебував у шлюбі з леді Лаурою Фрейзер, уродженою Лістер. У подружжя народилося двоє синів: Саймон Крістофер Джозеф Фрейзер, Г'ю Чарльз Патрік Джозеф Фрейзер і три доньки.